# Danh sách tiền tệ
Danh sách này bao gồm các loại tiền tệ ở hiện tại và trong quá khứ. Tên địa phương của tiền tệ được sử dụng trong danh sách này kèm theo tên quốc gia hoặc tên vùng lãnh thổ.

## A
- Afghani - Afghanistan
- Akşa - Tuva
- Angolar - Angola
- Argentino - Argentina
- Ariary - Madagascar
- Austral - Argentina
- Auksinas - Litva

## B
- Baht - Thái Lan
- Balboa - Panama (Balboa là tiền xu, dùng song song với tiền giấy là đô la Mỹ)
- Birr - Ethiopia
- Bitcoin - Dùng để thanh toán qua mạng.
- Bolívar - Venezuela
- Boliviano - Bolivia
- Budju - Algérie

## C
- Cedi - Ghana
- Chervonets - Nga
- Colón
  - Colón Costa Rica - Costa Rica
  - Colón Salvador - El Salvador
- Conventionsthaler - Đế quốc La Mã Thần thánh
- Córdoba - Nicaragua
- Cruzado Bồ Đào Nha - Bồ Đào Nha
- Cruzado Brazil - Brazil
  - Cruzeiro Brazil - Brazil
  - Cruzeiro Real - Brazil
- Cupon - Moldova
- Quan kim viên Trung Quốc - Trung Hoa Dân Quốc (1912–1949)

## D
- Dalasi - Gambia
- Daler - Tây Ấn thuộc Đan Mạch
- Denar - Cộng hòa Macedonia
- Denier - Pháp
- Dime
  - Dime (Canada) - Canada
  - Dime (Hoa Kỳ) - Hoa Kỳ
- Dinar (دينار)
  - Dinar Algerie - Algérie
  - Dinar Bahrain - Bahrain
  - Dinar Bosnia and Herzegovina - Bosnia và Herzegovina
  - Dinar Croatia - Croatia
  - Dinar Iraq - Iraq
  - Dinar Jordan - Jordan, Vùng lãnh thổ Palestine
  - Dinar Kelantan - Kelantan
  - Dinar Krajina - Krajina
  - Dinar Kuwait - Kuwait
  - Dinar Libya - Libya
  - Dinar Cộng hòa Srpska - Cộng hòa Srpska
  - Dinar Serbia - Serbia
  - Dinar Nam Yemen - Nam Yemen
  - Dinar Sudan - Sudan
  - Dinar Thụy Sĩ - Iraq
  - Dinar Tunisia - Tunisia
  - Dinar Nam Tư - Nam Tư
- Diner - Andorra (Chỉ để lưu niệm)
- Dinero Tây Ban Nha - Tây Ban Nha
- Dinheiro Bồ Đào Nha - Bồ Đào Nha
- Dirham (درهم)
  - Dirham Morocco - Maroc
  - Dirham Các Tiểu vương quốc Ả Rập thống nhất - Các Tiểu vương quốc Ả Rập Thống nhất
- Dobra - São Tomé và Príncipe
- Dollar
  - Đô la Antigua - Antigua
  - Đô la Úc - Úc, Kiribati, Nauru và Tuvalu
  - Đô la Bahamas - Bahamas
  - Đô la Barbados - Barbados
  - Đô la Belize - Belize
  - Đô la Bermuda - Bermuda
  - Đô la British Columbia - British Columbia
  - Đô la Bắc Borneo - Bắc Borneo thuộc Anh
  - Đô la Tây Ấn thuộc Anh - Tây Ấn thuộc Anh
  - Đô la Brunei - Brunei
  - Đô la Canada - Canada
  - Đô la Quần đảo Cayman - Quần đảo Cayman
  - Đô la lục địa - Hoa Kỳ thuộc địa
  - Đô la Quần đảo Cook - Quần đảo Cook
  - Đô la Dominica - Dominica
  - Đô la Đông Caribbe - Anguilla, Antigua và Barbuda, Dominica, Grenada, Montserrat, Saint Kitts và Nevis, Saint Lucia, Saint Vincent và Grenadines
  - Đô la Fiji - Fiji
  - Đô la Grenada - Grenada
  - Đô la Guyana - Guyana
  - Đô la Hawaii - Hawaii
  - Đô la Hồng Kông - Hong Kong
  - Đô la quốc tế - Tiền dự định, tỷ lệ 1:1 với Đô la Mỹ
  - Đô la Jamaica - Jamaica
  - Đô la Kiautschou - Thanh Đảo
  - Đô la Kiribati - Kiribati
  - Đô la Liberia - Liberia
  - Đô la Mã Lai và Borneo thuộc Anh - Mã Lai thuộc Anh, Singapore, Sarawak, Bắc Borneo và Brunei
  - Đô la Mã Lai - Brunei, Malaysia và Singapore
  - Đô la Mauritius - Mauritius
  - Đô la Mông Cổ - Mông Cổ
  - Đô la Namibia - Namibia
  - Đô la Nevis - Nevis
  - Đô la New Brunswick - New Brunswick
  - Đô la New Zealand - New Zealand, quần đảo Cook, Niue, Tokelau, quần đảo Pitcairn.
  - Đô la Newfoundland - Newfoundland
  - Đô la Nova Scotia - Nova Scotia
  - Đô la đảo Hoàng tử Edward - Đảo Hoàng tử Edward
  - Đô la Penang - Penang
  - Đô la Puerto Rico - Puerto Rico
  - Đô la Rhodesia - Rhodesia
  - Đô la Saint Kitts - Saint Kitts
  - Đô la Saint Lucia - Saint Lucia
  - Đô la Saint Vincent - Saint Vincent
  - Đô la Sarawak - Sarawak
  - Đô la Sierra Leone - Sierra Leone
  - Đô la Singapore - Singapore
  - Đô la quần đảo Solomon - Quần đảo Solomon
  - Đô la eo biển - Brunei, Malaysia và Singapore
  - Đô la Sumatra - Sumatra
  - Đô la Suriname - Suriname
  - Cựu Đài tệ - Đài Loan
  - Tân Đài tệ - Đài Loan
  - Đô la Texas - Cộng hòa Texas
  - Đô la Tobago - Tobago
  - Đô la Trinidad - Trinidad
  - Đô la Trinidad và Tobago - Trinidad và Tobago
  - Đô la Tuvalu - Tuvalu (không phải là hối đoái độc lập, lệ thuộc vào tiền đô la Australia)
  - Đô la Mỹ - Hoa Kỳ; cũng được dùng chính thức tại 7 nước khác: Lãnh thổ Ấn Độ Dương thuộc Anh (được chấp nhận), Đông Timor (có tiền riêng centavo), Ecuador (tiền riêng là centavo Ecuador), El Salvador, Quần đảo Marshall, Liên bang Micronesia, Palau và Panama (tiền riêng balboa)
  - Đô la Zimbabwe - Zimbabwe
- Đồng
  - Đồng (tiền Việt Nam Dân chủ Cộng hòa) - Việt Nam dân chủ cộng hòa
  - Đồng (tiền Việt Nam Cộng hòa) - Việt Nam Cộng hòa
  - Đồng Việt Nam - Việt Nam
- Drachma - Hy Lạp
- Dram (Դրամ) - Armenia

## E
- Ekwele (Ekuele) - Guinea Xích Đạo

Xem thêm: Scudo (bên dưới)
- Escudo
  - Escudo Angola - Angola
  - Escudo Cabo Verde - Cabo Verde
  - Escudo Chile - Chile
  - Escudo Mozambique - Mozambique
  - Escudo Bồ Đào Nha - Bồ Đào Nha
  - Escudo Guinea thuộc Bồ Đào Nha - Guinea Bissau
  - Escudo Ấn Độ thuộc Bồ Đào Nha - Ấn Độ thuộc Bồ Đào Nha
  - Escudo Đông Timor thuộc Bồ Đào Nha - Đông Timor
  - Escudo São Tomé và Príncipe - São Tomé và Príncipe
  - Escudo Tây Ban Nha - Tây Ban Nha
- Euro (Eυρώ, Евро) - Áo, Bỉ, Cộng hòa Síp, Estonia, Phần Lan, Pháp, Đức, Hy Lạp, Ireland, Ý, Luxembourg, Malta, Hà Lan, Bồ Đào Nha, Slovakia, Slovenia, Tây Ban Nha
  - Các quốc gia có thỏa hiệp chính thức với EU để dùng đồng Euro: Monaco, San Marino, Vatican
  - Các quốc gia mà tự dùng đồng Euro: Andorra, Montenegro, Kosovo
  - Các hối đoái dựa vào đồng Euro: Escudo Cabo Verde, franc CFA, franc CFP, franc Comorios, lev Bulgaria, Litas Litva, mác chuyển đổi Bosnia và Herzegovina

## F
- Fanam - Madras
- Fiorino - Tuscany
- Florin
  - Florin Aruba - Aruba
  - Florin Áo - Áo
  - Florin Đông Phi - Kenya, Somalia, Tanzania và Uganda
  - Florin Lombardy-Venetia - Lombardy-Venetia
- Forint - Hungary
- Franc
  - Franc Algeria - Algeria
  - Franc Bỉ - Bỉ
  - Franc Burundi - Burundi
  - Franc Campuchia - Campuchia
  - Franc CFA Trung Phi - Cameroon, Cộng hòa Trung Phi, Tchad, Cộng hòa Congo, Guinea Xích Đạo, Gabon
  - Franc CFP - New Caledonia, Polynésie thuộc Pháp, Wallis và Futuna
  - Franc Comoros - Comoros
  - Franc Congo - Cộng hòa Dân chủ Congo (thay thế năm 1967, tái lập 1998)
  - Franc Djibouti - Djibouti
  - Franc Pháp - Pháp
  - Franc Cameroon thuộc Pháp - Cameroon thuộc Pháp
  - Franc Châu Phi Xích Đạo thuộc Pháp - Châu Phi Xích Đạo thuộc Pháp
  - Franc Guyane thuộc Pháp - Guyane thuộc Pháp
  - Franc Polynésie thuộc Pháp - Polynésie thuộc Pháp
  - Franc Tây Phi thuộc Pháp - Tây Phi thuộc Pháp
  - Franc Geneva - Geneva
  - Franc Guadeloupe - Guadeloupe
  - Franc Guinea - Guinea (thay thế năm 1971, tái lập 1985)
  - Franc Katanga - Katanga
  - Franc Luxembourg - Luxembourg
  - Franc Madagascar - Madagascar
  - Franc Mali - Mali
  - Franc Martinique - Martinique
  - Franc Monégasque - Monaco
  - Franc Moroc - Maroc
  - Franc Nouvelle-Calédonia - New Caledonia
  - Franc Tân Hebrides - Tân Hebrides
  - Franc Réunion - Réunion
  - Franc Rwanda và Burundi - Rwanda và Burundi
  - Franc Rwanda - Rwanda
  - Franc Saar - Saar
  - Franc Saint Pierre và Miquelon - Saint Pierre và Miquelon
  - Franc Thụy Sĩ - Thụy Sĩ, Liechtenstein
  - Franc Togo - Togo
  - Franc Tunisia - Tunisia
  - Franc thời quân Đồng Minh đổ bộ Pháp - Pháp (được in và dùng bởi quân đội đồng minh, nhưng không được chấp nhận bới bất cứ chính phủ nào)
  - Franc CFA Tây Phi - Bénin, Burkina Faso, Bờ Biển Ngà, Guinea-Bissau, Mali, Niger, Senegal, Togo
  - Franc Vaud - Vaud
- Franco
  - Franco Dominica - Cộng hòa Dominica
  - Franco Lucca - Lucca
  - Franco Ticino - Ticino
- Frange - Korçë
- Frank
  - Frank Aargau - Aargau
  - Frank Appenzell - Appenzell
  - Frank Basel - Basel
  - Frank Berne - Berne
  - Frank Fribourg - Fribourg
  - Frank Glarus - Glarus
  - Frank Graubünden - Graubünden
  - Frank Liechtenstein - Liechtenstein
  - Frank Luzern - Luzern
  - Frank Schaffhausen - Schaffhausen
  - Frank Schwyz - Schwyz
  - Frank Solothurn - Solothurn
  - Frank St. Gallen - St. Gallen
  - Frank Thurgau - Thurgau
  - Frank Unterwalden - Unterwalden
  - Frank Uri - Uri
  - Frank Vlorë - Vlorë
  - Frank Westphalian - Westphalia
  - Frank Zürich - Zürich

## G
- Gazeta (Γαζετα) - Quần đảo Ionia
- Genevoise - Geneva
- Gineih - Ai Cập
- Gourde - Haiti
- Grosz - Kraków
- Guaraní - Paraguay
- Guilder - Guyana thuộc Anh
- Gulden
  - Gulden Áo-Hungary - Áo-Hungary
  - Gulden Baden - Baden
  - Gulden Bavaria - Bavaria
  - Gulden Danzig - Danzig
  - Gulden Hà Lan - Hà Lan
  - Gulden Fribourg - Fribourg
  - GuldenLuzern - Luzern
  - Gulden Antille Hà Lan - Antille thuộc Hà Lan
  - Gulden Ấn Độ thuộc Hà Lan - Ấn Độ thuộc Hà Lan
  - Gulden Neuchâtel - Neuchâtel
  - Gulden Schwyz - Schwyz
  - Gulden Nam Đức  - Baden, Bavaria, Frankfurt, Hohenzollern, Württemberg và các vương quốc khác
  - Gulden Suriname  - Suriname
  - Gulden Tây New Guinea - Tây New Guinea
  - Gulden Württemberg - Württemberg

## H
- Hryvnia (Гривня) - Ukraine
- Hwan Hàn Quốc (圜 hoặc 환) - Hàn Quốc

## I
- Inca - Peru
- Inti - Peru
- Rupee Ấn Độ - Ấn Độ

## K
- Karbovanet Ukraina - Ukraine
- Keping
  - Keping Kelantan - Kelantan
  - Keping Terengganu - Terengganu
- Kina - Papua New Guinea
- Kip - Lào
- Mark chuyển đổi (Конвертибилна марка) - Bosna và Hercegovina
- Kori - Kachchh
- Korona - Hungary
- Koruna
  - Koruna Bohemian và Moravia - Bohemia và Moravia
  - Koruna Séc - Cộng hòa Séc
  - Koruna Tiệp Khắc - Tiệp Khắc
  - Koruna Slovaka - Slovakia
- Koruuni - Greenland
- Króna
  - Króna Faroe - quần đảo Faroe (không phải tiền tệ độc lập, quy đổi tương đương với krone Đan Mạch)
  - Króna Iceland - Iceland
- Krona - Thụy Điển
- Krone
  - Krone Áo-Hung - Áo
  - Krone Đan Mạch - Đan Mạch, Greenland
  - Krone Liechtenstein - Liechtenstein
  - Krone Na Uy - Na Uy
  - Krone Nam Tư - Nam Tư
- Kronenthaler
  - Kronenthaler Áo Hà Lan - Bỉ
  - Kronenthaler Đế quốc La Mã Thần thánh - Đế quốc La Mã Thần thánh
- Kroon - Estonia
- Kuna - Croatia
- Kuna Nhà nước Độc lập Croatia - Nhà nước Độc lập Croatia
- Kwacha
  - Kwacha Malawi - Malawi
  - Kwacha Zambia - Zambia
- Kwanza - Angola
- Kyat () - Myanmar

## L
- Laari - Maldives
- Lari (ლარი) - Gruzia
- Lats - Latvia
- Lek - Albania
- Lempira - Honduras
- Leone - Sierra Leone
- Leu
  - Leu Moldova - Moldova
  - Leu Romania - România
- Lev (Лев) - Bulgaria
- Libra - Peru
- Lilangeni - Swaziland
- Lira
  - Lira Israel (לירה, pound) - Israel
  - Lira Italia - Ý
  - Lira Đông Phi thuộc Ý - Đông Phi thuộc Ý
  - Lira Somaliland thuộc Ý - Somaliland thuộc Ý
  - Lira Liban (ليرة) - Liban
  - Lira Lucca - Lucca
  - Lira Malta - Malta
  - Lira Napoli - Napoli (vuơng quốc của Joachim Murat)
  - Lira Lãnh địa Giáo hoàng - Lãnh địa Giáo hoàng
  - Lira Parma - Parma
  - Lira Sammarin - San Marino
  - Lira Sardina - Sardinia
  - Lira Tripolitania (ليرة) - Tripolitania
  - Lira Thổ Nhĩ Kỳ - Thổ Nhĩ Kỳ
  - Lira mới của Thổ Nhĩ Kỳ - Thổ Nhĩ Kỳ
  - Lira Tuscany - Tuscany
  - Lira Vatican - Vatican
  - Lira Venice - Venice
- Litas - Litva
- Livre
  - Livre thuộc địa Pháp - French Guiana, Guadeloupe, Haiti, Martinique, Mauritius và Réunion
  - Livre - Pháp
  - Livre Guadeloupe - Guadeloupe
  - Livre Jersey - Jersey
  - Livre parisis - Pháp
  - Livre tournois - Pháp
  - Livre Haiti - Haiti
  - Livre Tân Pháp - Tân Pháp
  - Livre Luxembourg - Luxembourg
  - Livre Saint Lucia - Saint Lucia
- Loti - Lesotho

## M
- Manat
  - Manat Azerbaijan - Azerbaijan
  - Manat Turkmenistan - Turkmenistan
- Maneti - Gruzia
- Maravedí - Tây Ban Nha
- Mác
  - Mác Danzig - Danzig
  - Mác Estona - Estonia
  - Mác Đức - Đức
  - Mác vàng Đức - Đức
  - Mác giấy Đức - Đức
  - Reichsmark - Đức
  - Mác thế chấp (Rentenmark) - Đức
  - Mác Tây Nam Phi thuộc Đức -  Tây Nam Phi thuộc Đức
  - Mác Đông Đức - Đông Đức
  - Mác Hamburg - Hamburg
  - Mác New Guinea - New Guinea
  - Mác Saar - Saar
- Marka
  - Marka chuyển đổi Bosnia và Herzegovina (конвертибилна марка) - Bosna và Hercegovina
  - Marka Ba Lan - Ba Lan
- Markka - Phần Lan
- Metica - Mozambique (đang đề xuất)
- Metical - Mozambique
- Mohar - Nepal
- Mon - Nhật Bản
- Mun - Triều Tiên

## N
- Nahar - Chechnia (đã được in nhưng không được sử dụng)
- Naira - Nigeria
- Nakfa - Eritrea
- New pence - Anh quốc
- Ngultrum (དངུལ་ཀྲམ) - Bhutan
- Nuevo Sol - Peru

## O
- Obol - Quần đảo Ionia
- Ora - Orania, Nam Phi
- Ostmark
  - Ostmark - Litva
  - Mác Cộng hòa Dân chủ Đức - Cộng hòa Dân chủ Đức (có tên khác là Ostmark, hoặc mác Đông)
- Ostruble - Litva
- Ouguiya (أوقية) - Mauritania

## P
- Pa'anga - Tonga

- Paisa
  - Paisa Bangladesh (পয়সা) – Bangladesh
  - Paisa Ấn Độ (पैसा) – Ấn Độ
  - Paisa Nepal (पैसा) – Nepal
  - Paisa Pakistan (پیسہ) – Pakistan

- Pataca
  - Pataca Macao (澳門圓) - Macau
  - Pataca Malta - Malta
  - Pataca Timor thuộc Bồ Đào Nha - Timor thuộc Bồ Đào Nha

- Pengő - Hungary
- Penning - Thụy Điển
- Perper
  - Perper Serbia - Serbia
  - Perper Montenegro - Montenegro
- Perun - Montenegro (đề xuất)
- Peseta
  - Peseta Catalunya - Catalunya
  - Peseta Guinea Xích Đạo - Equatorial Guinea
  - Peseta Peru - Peru
  - Peseta Tây Ban Nha - Tây Ban Nha
- Peso
  - Peso Argentina - Argentina
  - Peso argentino - Argentina
  - Peso ley - Argentina
  - Peso moneda corriente - Argentina
  - Peso moneda nacional - Argentina
  - Peso Bolivia - Bolivia
  - Peso Chile - Chile
  - Peso Colombia - Colombia
  - Peso Costa Rica - Costa Rica
  - Peso chuyển đổi Cuba - Cuba
  - Peso Cuba - Cuba
  - Peso Dominica - Cộng hòa Dominica
  - Peso Ecuador - Ecuador
  - Peso Guatemala - Guatemala
  - Peso Guinea Bissau - Guinea Bissau
  - Peso Honduras - Honduras
  - Peso của Philippines do phát xít Nhật phát hành - Philippines
  - Peso quần đảo Malvinas - quần đảo Malvinas (quần đảo Falkland)
  - Peso Mexico - México
  - Peso Nicaragua - Nicaragua
  - Peso Paraguay - Paraguay
  - Peso Philippines - Philippines
  - Peso Puerto Rico - Puerto Rico
  - Peso Salvador - El Salvador
  - Peso Uruguay - Uruguay
  - Peso Venezuela - Venezuela
- Phoenix - Hy Lạp
- Piastra
  - Piastra Napoli - phần lục địa của Vương quốc Hai Sicilia
  - Piastra Sicilia - Sicilia
  - Piastra Vuơng quốc Hai Sicila - Vương quốc Hai Sicilia
- Piastre
  - Piastre (Đồng Đông Dương) - Campuchia, Lào và Việt Nam
  - Piastre Thổ Nhĩ Kỳ Ottoman - Đế quốc Ottoman
- Pitis - Brunei
- Bảng
  - Bảng Alderney - Alderney (tiền kỷ niệm, tuơng đuơng Bảng Anh)
  - Bảng Anglo-Saxon - Anglo-Saxon England
  - Bảng Úc - Australia
  - Bảng Bahamas - Bahamas
  - Bảng Bermuda - Bermuda
  - Bảng Biafra - Biafra
  - Bảng Anh - Vuơng quốc Liên hiệp Anh và Bắc Ireland, Lãnh thổ Ấn Độ Dương thuộc Anh (được chấp nhận)
  - Bảng Tây Phi thuộc Anh - Cameroon, Gambia, Ghana, Liberia, Nigeria và Sierra Leone
  - Bảng Canada - Canada
  - Bảng Connecticut - Connecticut
  - Bảng Síp - Cộng hòa Síp, Akrotiri và Dhekelia
  - Bảng Delaware - Delaware
  - Bảng Ai Cập - Ai Cập
  - Bảng quần đảo Falkland - Quần đảo Falkland
  - Bảng Fiji - Fiji
  - Bảng Gambia - Gambia
  - Bảng Georgia - Georgia
  - Bảng Ghana - Ghana
  - Bảng Gibraltar - Gibraltar
  - Bảng Guernsey - Guernsey
  - Bảng Israel - Israel
  - Bảng Jamaica - Jamaica
  - Bảng Jersey - Jersey
  - Bảng Libya - Libya
  - Bảng Malawi - Malaŵi
  - Bảng Malta - Malta
  - Bảng Man - Đảo Man
  - Bảng Maryland - Maryland
  - Bảng Massachusetts - Massachusetts
  - Bảng New Brunswick - New Brunswick
  - Bảng Newfoundland - Newfoundland
  - Bảng New Guinea - New Guinea
  - Bảng New Hampshire - New Hampshire
  - Bảng New Jersey - New Jersey
  - Bảng New York - New York
  - Bảng New Zealand - New Zealand
  - Bảng Nigerian - Nigeria
  - Bảng North Carolina - Bắc Carolina
  - Bảng Nova Scotia - Nova Scotia
  - Bảng châu Đại Duơng - Kiribati, Nauru, New Guinea, Quần đảo Solomon và Tuvalu
  - Bảng Palestine - Lãnh thổ Ủy trị Palestine
  - Bảng Pennsylvania pound - Pennsylvania
  - Bảng Đảo Hoàng tử Edward - Đảo Hoàng tử Edward
  - Bảng Rhode Island - Rhode Island
  - Bảng Rhodesia và Nyasaland - Rhodesia và Nyasaland
  - Bảng Rhodesia - Rhodesia
  - Bảng Saint Helena - Saint Helena
  - Bảng Scot - Vương quốc Scotland
  - Bảng Quần đảo Solomon - Quần đảo Solomon
  - Bảng Nam Phi - Cộng hòa Nam Phi
  - Bảng Nam Carolina - Nam Carolina
  - Bảng Nam Rhodesia - Nam Rhodesia
  - Bảng Sudan - Sudan
  - Bảng Sudan (mới) - Nam Sudan
  - Bảng Syria - Syria
  - Bảng Tonga - Tonga
  - Bảng Virginia - Virginia
  - Bảng Tây Ấn - Tây Ấn thuộc Anh
  - Bảng Tây Samoa - Samoa
  - Bảng Zambia - Zambia
- Pula - Botswana

## Q
- Qiran - Iran
- Quetzal - Guatemala

## R
- Tiền đá Rai - Yap
- Rand - Cộng hòa Nam Phi
- Reaal - Curaçao
- Real
  - Real Angola - Angola
  - Real Argentina - Argentina
  - Real Azores - Azores
  - Real Brazil - Brazil
  - Real Cabo Verde - Cabo Verde
  - Real Cộng Hòa Trung Mỹ - Costa Rica, El Salvador, Guatemala, Honduras và Nicaragua
  - Real Colombia - Colombia
  - Real Ecuador - Ecuador
  - Real Gibraltar - Gibraltar
  - Real Honduras - Honduras
  - Real Mexico - México
  - Real Mozambique - Mozambique
  - Real Paraguay - Paraguay
  - Real Peru- Peru
  - Real Philippines - Philippines
  - Real Guinea thuộc Bồ Đào Nha - Guinea Bissau
  - Real Bồ Đào Nha - Bồ Đào Nha (số nhiều réis)
  - Real Santo Domingo - Santo Domingo
  - Real Salvador - El Salvador
  - Real São Tomé và Príncipe - São Tomé và Príncipe
  - Real thuộc địa Tây Ban Nha - Argentina, Bolivia, Chile, Colombia, Costa Rica, Cuba, Cộng hòa Dominica, Ecuador, El Salvador, Guatemala, Honduras, México, Nicaragua, Panama, Paraguay, Peru, Uruguay và Venezuela
  - Real Tây Ban Nha - Tây Ban Nha
  - Real Venezuela - Venezuela
- Reichsmark - Đức
- Reichsthaler - Đức
- Nhân dân tệ (人民币 hoặc 人民幣) - Cộng hòa Nhân dân Trung Hoa
- Rentenmark - Đức
- Rial (ريال)
  - Rial Iran - Iran
  - Rial Maroc - Maroc
  - Rial Bắc Yemen - Bắc Yemen
  - Rial Oman - Oman
  - Rial Tunisia - Tunisia
  - Rial Yemen - Yemen
- Riel - Campuchia
- Rigsdaler
  - Rigsdaler Tây Ấn thuộc Đan Mạch - Tây Ấn thuộc Đan Mạch
  - Rigsdaler Đan Mạch - Đan Mạch
  - Rigsdaler Greenland - Greenland
  - Rigsdaler Na Uy - Na Uy
- Riksdaler Thụy Điển - Thụy Điển
- Rijksdaalder - Hà Lan
- Ringgit
  - Ringgit Malaysia - Malaysia
  - Ringgit Brunei - Brunei (còn được gọi là dollar Brunei)
- Rixdollar - Sri Lanka
- Riyal (ريال)
  - Hejaz riyal - Hejaz
  - Qatari riyal - Qatar
  - Saudi riyal - Ả Rập Saudi
  - Zanzibari riyal - Zanzibar
- Roepiah - Ấn Độ thuộc Hà Lan
- Ruble (Рубль)
  - Rúp Armenia - Armenia
  - Rúp Azerbaijan - Azerbaijan
  - Rúp Belarus - Belarus
  - Rúp Nga - Nga
  - Rúp Tajikistan - Tajikistan
  - Rúp Transcaucasia - Transcaucasia
  - Rúp Transnistria - Transnistria
- Rublis - Latvia
- Rufiyah (ދިވެހި ރުފިޔ) - Maldives
- Rupee (Ấn Độ)
  - Rupee Afghanistan - Afghanistan
  - Rupee Bhutan - Bhutan
  - Rupee Miến Điện - Miến Điện
  - Rupee Ấn Độ thuộc Đan Mạch - Ấn Độ thuộc Đan Mạch
  - Rupee Đông Phi - Kenya, Somalia, Tanzania và Uganda
  - Rupee Ấn Độ thuộc Pháp - Ấn Độ thuộc Pháp
  - Rupee vùng Vịnh - Bahrain, Kuwait, Oman, Qatar và UAE
  - Rupee Hyderabad - Hyderabad
  - Rupee Ấn Độ - Ấn Độ
  - Rupee Java - Java
  - Rupee Mauritius - Mauritius
  - Rupee Nepal - Nepal
  - Rupee Pakistan - Pakistan
  - Rupee Ấn Độ thuộc Bồ Đào Nha - Ấn Độ thuộc Bồ Đào Nha
  - Rupee Seychelles - Seychelles
  - Rupee Sri Lanka (ரூபாய) - Sri Lanka
  - Rupee Travancore - Travancore
  - Rupee Zanzibar - Zanzibar
- Rupiah - Indonesia
  - Rupiah Indonesia - Indonesia
  - Rupia Somaliland thuộc Ý - Somaliland thuộc Ý
  - Rupiah Riau - Riau
  - Rupiah Tây New Guinea - Tây New Guinea
- Rupie Đông Phi thuộc Đức - Burundi, Rwanda và Tanzania
- Ryō - Nhật Bản

## S
- Schilling Áo - Áo

Xem thêm: Escudo (bên trên)
- Scudo
  - Scudo Bolivia - Bolivia
  - Scudo Lombardia-Veneto - Vương quốc Lombardia–Veneto
  - Scudo Malta - Malta
  - Scudo Milan - Công quốc Milano
  - Scudo Lãnh địa Giáo Hoàng - Lãnh địa Giáo Hoàng
  - Scudo Piedmont - Piedmont và các vùng đất lục địa khác của Vương quốc Sardinia
  - Scudo Sardinia - Vương quốc Sardinia
- Shah (Шаг) - Ukraine
- Shekel
  - New Shekel (שקל חדש) - Israel, Dải Gaza, Bờ Tây
  - Shekel (שקל) - Israel, Dải Gaza, Bờ Tây
- Shilling
  - Shilling Đông Phi - Kenya, Somalia, Tanzania và Uganda
  - Shilling Kenya - Kenya
  - Shilling Somalia - Somalia
  - Shilling Somaliland - Somaliland
  - Shilling Tanzania - Tanzania
  - Shilling Uganda - Uganda
- Skender - Korçë
- Sol - Peru
- Som
  - Som Kyrgyzstan (Сом) - Kyrgyzstan
  - So'm Uzbekistan (Сўм) - Uzbekistan
- Somalo - Somaliland thuộc Ý
- Somoni (Сомонӣ) - Tajikistan
- Speciedaler - Na Uy
- Speciethaler - Schleswig-Holstein
- Srang - Tây Tạng
- Sucre - Ecuador
- Syli - Guinea

## T
- Lạng (兩, liǎng) - Trung Quốc
- Taka (টাকা) - Bangladesh
- Tala - Samoa
- Tallero - Eritrea
- Talonas - Litva
- Tangka - Tây Tạng
- Tenga
  - Tenga Bukhara - Bukhara
  - Tenga Kokand - Kokand
  - Tenga Khwarazm - Khwarazm
- Tenge (Теңге) - Kazakhstan
- Thaler - Đức, Áo, Hungary
  - Thaler Basel - Basel
  - Thaler Berne - Berne
  - Thaler Bremen - Bremen
  - Thaler Danzig - Danzig
  - Thaler Geneva - Geneva
  - Thaler Hannover - Hannover
  - Thaler Hesse-Kassel - hoặc (or Hesse-Cassel)
  - Thaler Mecklenburg - Mecklenburg
  - Thaler Phổ - Phổ
  - Thaler St. Gallen - St. Gallen
  - Thaler Saxon - Mecklenburg
  - Thaler Solothurn - Solothurn
  - Thaler Valais - Valais
  - Thaler Westphalia - Westphalia
  - Thaler Zürich - Zürich
- Tical - Campuchia
- Tögrög (Tөгрөг) - Mông Cổ
- Tolar - Slovenia
- Toman (تومان) - Iran
- Đô la thuơng mại
  - Đô la thuơng mại Anh - Đảo Anh
  - Đô la thuơng mại Nhật Bản - Nhật Bản
  - Đô la thuơng mại Hoa Kỳ - Hoa Kỳ

## V
- Vatu - Vanuatu
- Venezolano - Venezuela
- Vereinsthaler
  - Vereinsthaler Hannover- Hannover
  - VereinsthalerHesse-Kassel - Hesse-Kassel (hay Hesse-Cassel)
  - VereinsthalerMecklenburg - Mecklenburg
  - Vereinsthaler Phổ - Phổ
  - Vereinsthaler Saxon - Saxony

## W
- Won (원,圓)
  - Won Triều Tiên - Triều Tiên
  - Won Bắc Triều Tiên - Cộng hòa Dân chủ Nhân dân Triều Tiên
  - Won Hàn Quốc - Đại Hàn Dân quốc

## Y
- Yang (兩 - lạng) - Triều Tiên
- Yên (円)
  - Yên Triều Tiên - Korea
  - Yên quân quản Nhật Bản - Hong Kong
  - Yên - Nhật Bản
  - Yên Đài Loan - Đài Loan
- Nguyên
  - Yuan (元, 圆 hoặc 圓) - Trung Quốc
  - Nguyên nhân dân tệ (人民币 hoặc 人民幣) - Trung Quốc
  - Nguyên Mãn Châu Quốc (圓) - Mãn Châu Quốc
  - Cựu Đài tệ - Trung Hoa Dân quốc (Đài Loan)
  - Tân Đài tệ - Trung Hoa Dân quốc (Đài Loan)

## Z
- Zaire (tiền tệ) - Zaire
- Złoty - Ba Lan
  - Złoty Kraków - Kraków
  - Złoty Ba Lan - Ba Lan